# Dongshan Shouchu
Dongshan Shouchu (chiń. 洞山守初, pinyin Dòngshān Shǒuchū; kor. 동산수초 Tongsan Such’o; jap. Tōzan Shusho; wiet. Động Sơn Thủ Sơ; ur. 910, zm. 990) – chiński mistrz chan ze szkoły yunmen.

## Życiorys
Urodził się w Xiangzhou (obecnie Xiangyang w prowincji Hubei), które było jednym z miejsc akademickich studiów nad buddyzmem. Postanowił zostać uczniem mistrza chan Yunmena Wenyana i aby to zrobić, odbył niezwykłą pieszą wędrówkę przez całe Chiny aż do Guangdongu (ponad 2000 km).
Podczas ich pierwszego spotkania mistrz spytał go, skąd przychodzi. Dongshan odparł Z Chadu. Yunmen zapytał Gdzie spędziłeś lato? Dongshan powiedział W klasztorze Baoci w Hunanie. Yunmen A kiedy go opuściłeś? Dongshan 25 dnia ósmego miesiąca. Yunmen rzekł Uderzam ciebie trzydzieści razy.
Następnego dnia Dongshan spytał mistrza Czym zasłużyłem sobie wczoraj na te uderzenia? Gdzie popełniłem błąd? Yunmen wrzasnął Ty worku ryżu! Czy pójdziesz tak przez Jiangxi i Hunan? Usłyszawszy te słowa Dongshan osiągnął wielkie oświecenie.
Pewnego dnia w swoim klasztorze rzekł do mnichów:
| Język nie pomaga sprawom. Mowa nie przynosi prawdy. Ci pod ciężarem języka są straceni. Ci trzymani przez słowa są zwodzeni. Czy rozumiecie? Wy, mnisi w połatanych szatach, powinniście jasno zdawać sobie z tego sprawę. Jeśli tu przychodzicie, musicie zacząć używać oka Dharmy. Jest tak jak mówię, ale pobłądziłem w jednej rzeczy. Jaki błąd jest w słowach, które wypowiedziałem? |

Mistrz zmarł 7 miesiąca 990 r.
Poświęcone mu są trzy gong’any: 12 w Biyan lu i 15 i 18 w Wumenguan. Przypadki 12 i 18 są identyczne. Wumen Huikai wykorzystał wers Dongshana w przypadku 37.

## Linia przekazu Dharmy zen
Pierwsza liczba oznacza liczbę pokoleń mistrzów od 1 Patriarchy indyjskiego Mahakaśjapy.
Druga liczba oznacza liczbę pokoleń od 28/1 Bodhidharmy, 28 Patriarchy Indii i 1 Patriarchy Chin.
- 39/12. Xuefeng Yicun (822–902)
  - 40/13. Yunmen Wenyan (862–949) Szkoła yunmen
    - 41/14. Dongshan Shouchu (910–990)
      - 42/15. Nanyue Liangya (bd)
        - 43/16. Chenggu Jianfu (zm. 1045)